# Naranjo (tổng)
Naranjo là một tổng trong tỉnh Alajuela, Costa Rica. Tổng này có diện tích 126,62 km², dân số năm 2008 là 42637 người..